# Esperimento su un uccello nella pompa pneumatica
Esperimento su un uccello nella pompa pneumatica (in inglese di An Experiment on a Bird in the Air Pump), è un dipinto a olio su tela di Joseph Wright of Derby, parte di una serie di opere realizzate tra il 1760 e il 1768, caratterizzate da una luce proveniente principalmente da una candela.
Questo dipinto si discosta dalle convenzioni pittoriche dell'epoca: il soggetto scientifico è raffigurato con una solennità simile a quella riservata alle scene storiche o religiose. L'intento di Wright era celebrare la Rivoluzione industriale e le scoperte scientifiche dell’Illuminismo. Nonostante il riconoscimento della sua abilità da parte dei contemporanei, la sua posizione provinciale e la scelta di soggetti innovativi impedirono al suo stile di diffondersi ampiamente. Dal 1863, il dipinto è esposto alla National Gallery di Londra ed è considerato uno dei capolavori della pittura inglese del Settecento.

## Contesto storico

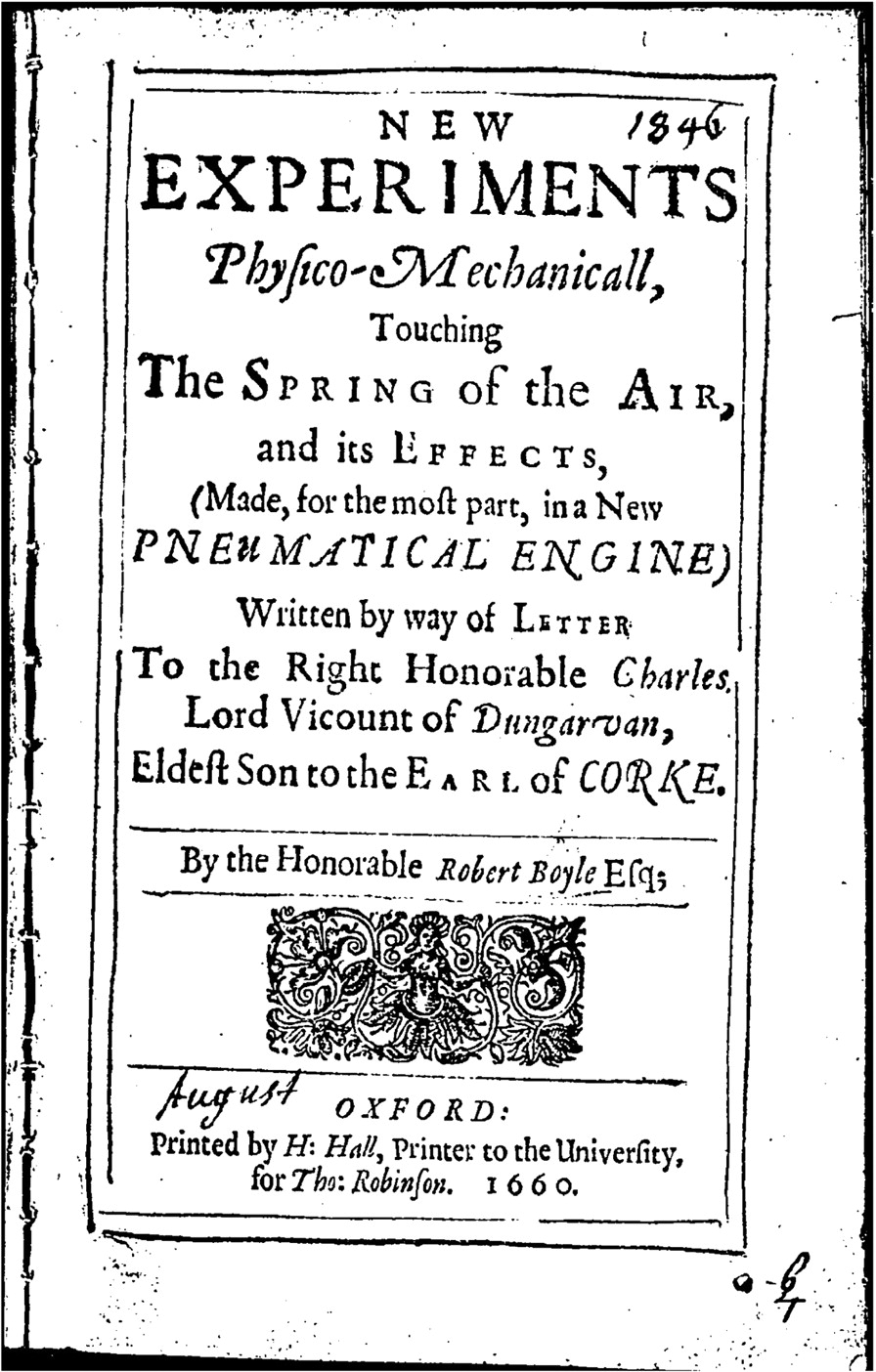
Copertina di New Experiments, di Robert Boyle, del 1660, nel quale spiega come eseguire l'esperimento.

Nel 1659, Robert Boyle commissionò la costruzione di una pompa ad aria, oggi nota come "pompa a vuoto". Sebbene l’idea fosse già stata teorizzata nel 1650 da Otto von Guericke, il costo elevato ne limitò la diffusione. Boyle, provenendo da una famiglia nobile, non ebbe di questi problemi e fece costruire il primo modello, che donò alla Royal Society.
Boyle ne fece realizzare altri due esemplari per i suoi esperimenti personali. A quell’epoca, le pompe erano rarissime: si sa che Christian Huygens ne possedeva una a L'Aia, e forse altre erano presenti ad Halifax, al Christ's College di Cambridge e all'Accademia di Montmor a Parigi. La pompa di Boyle, progettata da lui e costruita da Robert Hooke, risultava complessa e difficile da usare. Spesso era lo stesso Hooke, dotato anche di talento teatrale, a condurre le dimostrazioni pubbliche.
Nonostante le difficoltà tecniche, Boyle condusse numerosi esperimenti, raccolti nella sua opera New Experiments Physico-Mechanicall, Touching the Spring of the Air, and its Effects. Esaminò combustione, magnetismo, suono, barometri e la reazione di vari organismi all’aria rarefatta. Tra questi, l'"Esperimento 41" mostrava come gli esseri viventi dipendessero dall’aria per sopravvivere. Boyle testò diversi animali — uccelli, topi, anguille, lumache, mosche — osservandone le reazioni mentre l’aria veniva rimossa.
All’epoca in cui Wright dipinse il quadro, nel 1768, le pompe ad aria erano più diffuse e divennero attrazioni nei circoli di filosofia naturale. Conferenzieri itineranti eseguivano dimostrazioni pubbliche, spesso con biglietto d’ingresso. Tra questi, James Ferguson FRS, astronomo scozzese e probabile conoscente di Wright, suggerì l’uso di un "bicchiere-polmone" con una vescica d’aria, per evitare l’uso di animali vivi, ritenuto troppo crudele.
Nel dipinto, la luna piena visibile dalla finestra richiama le riunioni del Circolo Lunare, ribattezzato Società Lunare nel 1775, che si svolgevano nelle notti illuminate dalla luna per facilitare i viaggi dei partecipanti.
Wright conobbe Erasmus Darwin negli anni 1760 e lo consultò anche per motivi di salute. Alcuni storici, come Eric Evans della National Gallery, ipotizzano che Darwin possa essere la figura a sinistra con l’orologio, sebbene altri suggeriscano si tratti più probabilmente del dottor William Small, segretario del Circolo Lunare e cronometratore delle riunioni.

## Descrizione

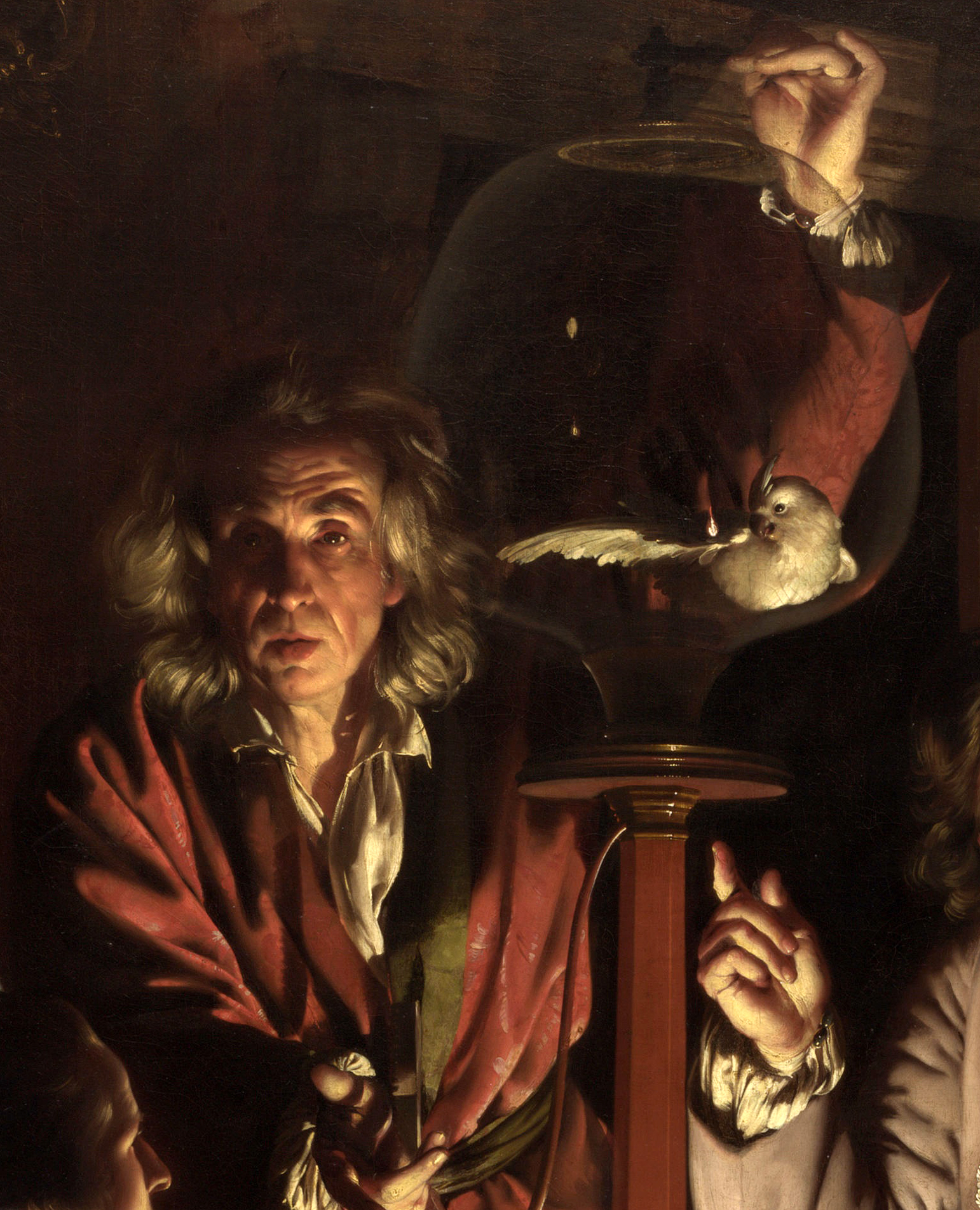
Dettaglio dello sperimentatore e del pappagallo, sopraffatto dalla mancanza di ossigeno

Esperimento su un uccello nella pompa pneumatica si discosta dalle convenzioni pittoriche dell'epoca: il soggetto scientifico è raffigurato con una solennità simile a quella riservata alle scene storiche o religiose. L'intento di Wright era celebrare la Rivoluzione industriale e le scoperte scientifiche dell’Illuminismo. Nonostante il riconoscimento della sua abilità da parte dei contemporanei, la sua posizione provinciale e la scelta di soggetti innovativi impedirono al suo stile di diffondersi ampiamente. Dal 1863, il dipinto è esposto alla National Gallery di Londra ed è considerato uno dei capolavori della pittura inglese.
La scena raffigura uno scienziato — un "filosofo naturale", precursore della figura moderna — che conduce un esperimento con una pompa ad aria di Robert Boyle, privando un piccolo pappagallo bianco dell'ossigeno. Gli astanti mostrano una varietà di reazioni: tre giovani praticanti seguono l’esperimento con curiosità, tre donne esprimono dolore in misura diversa, e tre uomini incarnano figure sociali chiave — il padre di famiglia, il collega scienziato e un giovane garzone povero.
La figura centrale, illuminata dalla candela, guarda direttamente lo spettatore, coinvolgendolo nella scelta morale: continuare l’esperimento o fermarsi per salvare l’uccello. Wright carica la scena di tensione emotiva e simbolismo religioso, richiamando il sacrificio di Cristo e il senso di smarrimento umano di fronte ai misteri della vita e della fede.
I personaggi incarnano le reazioni contrastanti della società settecentesca verso la scienza: meraviglia, preoccupazione, compassione e distacco. Alcuni osservatori seguono l’evento con interesse scientifico, altri con empatia o angoscia. La ragazza più giovane distoglie lo sguardo, confortata dal padre, mentre una coppia di giovani amanti si estranea dalla scena, persa nel proprio idillio.
Sul tavolo, accanto alla pompa, sono disposti oggetti scientifici: un termometro, una bottiglia, due emisferi di Magdeburgo, uno spegnitoio e una brocca d’acqua. Quest’ultima, illuminata dalla candela, riflette la luce e contiene un teschio, simbolo di vanitas, a ricordare la caducità della vita.
Nel fondo scuro del dipinto, una finestra lascia intravedere la luna velata dalle nuvole, allusione al Circolo Lunare, frequentato da Wright e altri intellettuali illuministi. La gabbia vuota dell’uccellino, sorvegliata da un ragazzo con lo sguardo rivolto verso lo spettatore, aggiunge un ulteriore livello di coinvolgimento: chi guarda è chiamato a interrogarsi sul destino del volatile e sull’etica dell’esperimento.
Wright conobbe Erasmus Darwin negli anni ’60 del Settecento e lo consultò anche per motivi di salute. Alcuni storici, come Eric Evans della National Gallery, ipotizzano che Darwin possa essere la figura a sinistra con l’orologio, sebbene altri suggeriscano si tratti più probabilmente del dottor William Small, segretario del Circolo Lunare e cronometratore delle riunioni.
Nel 1659, Robert Boyle commissionò la costruzione di una pompa ad aria, oggi nota come "pompa a vuoto". Sebbene l’idea fosse già stata teorizzata nel 1650 da Otto von Guericke, il costo elevato ne limitò la diffusione. Boyle, provenendo da una famiglia nobile, non ebbe di questi problemi e fece costruire il primo modello, che donò alla Royal Society.
Boyle ne fece realizzare altri due esemplari per i suoi esperimenti personali. A quell’epoca, le pompe erano rarissime: si sa che Christian Huygens ne possedeva una a L'Aia, e forse altre erano presenti ad Halifax, al Christ's College di Cambridge e all'Accademia di Montmor a Parigi. La pompa di Boyle, progettata da lui e costruita da Robert Hooke, risultava complessa e difficile da usare. Spesso era lo stesso Hooke, dotato anche di talento teatrale, a condurre le dimostrazioni pubbliche.
Nonostante le difficoltà tecniche, Boyle condusse numerosi esperimenti, raccolti nella sua opera New Experiments Physico-Mechanicall, Touching the Spring of the Air, and its Effects. Esaminò combustione, magnetismo, suono, barometri e la reazione di vari organismi all’aria rarefatta. Tra questi, l'"Esperimento 41" mostrava come gli esseri viventi dipendessero dall’aria per sopravvivere. Boyle testò diversi animali — uccelli, topi, anguille, lumache, mosche — osservandone le reazioni mentre l’aria veniva rimossa.

## Stile
L'intensità della potente fonte di luce dà vita a un chiaroscuro di matrice caravaggesca, atto a simboleggiare l'interesse per la scienza. Questa soluzione insolita fu altamente lodata e furono in molti a elogiare l'uso che l'artista fece della luce, «talmente brillante che non può che essere la luce della rivelazione». Esperimento su un uccello nella pompa pneumatica, così come gran parte della produzione artistica di Wright, attinge dalla tradizione della pittura storica, ma è privo dell'azione eroica centrale tipica di quel genere. In tal senso, molti critici hanno individuato diverse analogie tra questo dipinto e quelli di William Hogarth, dal quale Wright avrebbe ripreso l'intenzione di fornire uno spaccato della società contemporanea, senza però dedicarsi alla satira.

## Retaggio
Sembra che Wright non abbia dipinto l'Esperimento su un uccello nella pompa pneumatica in seguito a una commissione. L'opera fu esposta alla Società degli Artisti nel 1768. Molti ne apprezzarono il disegno «perspicace e vigoroso», mentre Gustave Flaubert, che lo ammirò nel suo soggiorno inglese degli anni 1865 e 1866, lo considerò «charmant de naïveté et profondeur». Il dipinto divenne talmente popolare che fu riprodotto da Valentine Green in un'acquaforte, la quale venne pubblicata il 24 giugno 1769 da John Boydell e venduta per 15 scellini. Vennero peraltro effettuate numerose copie dell'opera per tutto il Settecento e l'Ottocento. Il quadro guadagnò anche i plausi di Ellis Wauterhouse, che lo definì «uno dei capolavori dell'arte inglese».
L'Esperimento su un uccello nella pompa pneumatica, fu venduto al dottor Benjamin Bates, già proprietario di un'altra tela di Wright, il Gladiatore. Il dipinto passò successivamente da Bates a Walter Tyrell. Uno dei membri della famiglia di quest'ultimo, Edward Tyrell, lo donò poi alla National Gallery nel 1863. L'opera fu trasferita nelle collezioni della Tate Gallery nel 1929, per poi fare ritorno, dopo diverse esposizioni all'estero (Washington D.C., Stoccolma, New York, Parigi) alla National Gallery nel 1986. Le condizioni del dipinto sono buone, con delle alterazioni minori visibili solo su alcune figure. L'ultimo restauro è stato effettuato nel 1974.
Nel 2020 è stato esposto in Italia, presso la galleria degli Uffizi.